# Eros Pisano
Eros Pisano, född 31 mars 1987 i Busto Arsizio, är en italiensk fotbollsspelare som spelar för AC Pisa 1909 i italienska Serie B.

## Meriter

### Klubb
Varese
- Serie D: 2005/2006
- Lega Pro Seconda Divisione: 2008/2009

 Palermo
- Serie B: 2013/2014